# Најл Хоран
Најл Џејмс Хоран (енгл. Niall James Horan; 13. септембар 1993) ирски је поп певач. Светску славу стекао је као члан бој бенда One Direction. Након великог међународног успеха са групом отпочео је соло каријеру. До сада је издао три студијска албума, а песме којима се прославио, This Town, Slow Hands и Too Much to Ask, освајале су вредне музичке сертификате.

## Дискографија
- Flicker (2017)
- Heartbreak Weather (2020)
- The Show (2023)